# Llamazares
Llamazares es un pueblo del municipio de Valdelugueros, en la provincia de León, España.
Está situado en el norte de la provincia, en la cordillera Cantábrica, a orillas del río Labias (afluente del Curueño) y al N de la peña Bodón (1998 m), a 1280 m de altitud.
Se encuentra a 3 km por carretera de Lugueros (donde se encuentra el ayuntamiento), en la ruta que desde el fondo del valle de Curueño sube hasta Redilluera y el puerto de La Collada.

## Toponimia
Etimológicamente la palabra Llamazares proviene del latín lama que 
significa: Lodazal, charca. Al evolucionar a la lengua astur-leonesa se duplicó la letra L y 
añadió el sufijo (terminación) ZAR adjetivando la palabra llamazar que en castellano
significa pantanoso, fangoso.
La Etimología (origen de las palabras) y la Semántica (significado de las 
palabras) se corresponden en el vocablo Llamazares y han preservado la 
correcta evolución filológica de la palabra Llamazares.

## Monumentos
La iglesia parroquial fue quemada durante la guerra civil, y restaurada posteriormente por los vecinos. En su interior se conserva una talla del Bendito Cristo de la Misericordia.

## Fiestas
Las fiestas patronales se celebran en el día del Corpus.